# Sende
Sende is een bestuurslaag in het regentschap Cirebon van de provincie West-Java, Indonesië. Sende telt 3838 inwoners (volkstelling 2010).